# University College Utrecht
L’University College Utrecht (UCU) est un collège d’excellence au sein même de l'université d'Utrecht, aux Pays-Bas. L’UCU est donc une institution universitaire à part entière. 
L’UCU propose un programme de premier cycle (bachelor en Arts libéraux et Sciences) et accueille près de 700 étudiants. Le Collège est agréablement situé entre les deux sites de l'Université d'Utrecht, le campus de De Uithof et le centre-ville d'Utrecht. Enfin, l’UCU possède sa propre structure résidentielle et rappelle les collèges britanniques d’Oxbridge. La langue d'enseignement est l'anglais.
Il est à noter de manière anecdotique que le site de l'UCU est établi sur une ancienne base militaire néerlandaise (Kromhout Kazerne). Les trois-quarts restants de la base appartiennent toujours au ministère de la Défense (Ministerie van Defensie).

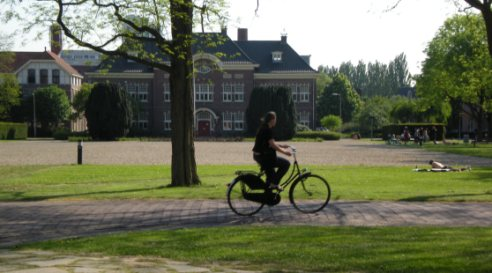
Campus de l'University College Utrecht.

## Description
Fondé en 1997 sous l’impulsion de Hans Adriaansens, l’University College Utrecht (UCU) devient le collège d’excellence international (Honours College) de l'Université d'Utrecht (UU) et offre à ce titre un programme de premier cycle particulièrement intensif et inédit. En effet, l’UCU est la première institution académique aux Pays-Bas à promouvoir conjointement l'enseignement des arts libéraux et des sciences, ce qui marque une nette rupture avec la tradition universitaire Néerlandaise. En effet, les universités Néerlandaises proposent des programmes d’étude qui privilégient la spécialisation dans une discipline bien définie.
Formellement, l’UCU résulte de la participation conjointe de toutes les facultés de l’Université d’Utrecht. À cet égard, le Collège demeure strictement un établissement d'enseignement et ne possède donc pas d’unités de recherche propres. Néanmoins, le Collège fait partie intégrante de l'UU et à ce titre, les étudiants de l'UCU profitent pleinement des infrastructures de l'université à laquelle ils sont enregistrés.
L’UCU a la particularité de proposer un programme pluridisciplinaire et interdisciplinaire. À cet égard, l’UCU est organisé en quatre départements: Langues & Média (academic core), Lettres, Sciences et Sciences sociales. 
Les titulaires d'un bachelor en Arts libéraux et Sciences peuvent poursuivre un master et puis, éventuellement un doctorat à l'Université d'Utrecht, dans une autre université Néerlandaise ou encore à l'Étranger, que ce soit en médecine, droit, ingénierie ou économie et business. Un bon nombre d'anciens de l'UCU intègrent des universités internationalement reconnues comme Oxford, Cambridge, Harvard ou Berkeley. 

## Particularités du Collège
Premièrement, l'UCU fait preuve d'une très grande parité. Si l'Université d'Utrecht accueille sensiblement plus d'homme que de femmes, l'University College suit une tout autre tendance. En octobre 2008, 65,3 % des étudiants enregistrés à l'UCU sont des femmes.
Deuxièmement, l'UCU confirme sa position internationale. 36,2 % des étudiants sont de nationalité étrangère contre 6,5 % seulement pour l'Université d'Utrecht.
Enfin, les étudiants de l'UCU forment une étroite communauté. La taille relativement petite du campus, les activités sportives, musicales, politiques organisées par les comités étudiants (UCSA committees), la présence active de plusieurs fraternités et sororités amènent les étudiants à se fréquenter régulièrement. Notons que le campus bar est réputé pour être au cœur de la vie du campus. Enfin, l’University Collège organise à son échelle un sommet annuel des Nations unies, le désormais célèbre UNISUN.

## Admission au Collège
La procédure d'admission au Collège se fonde principalement sur le mérite, un large intérêt académique, et la motivation. À ce titre, l’étudiant doit présenter une lettre de motivation, fournir des références, prouver sa maîtrise de l'Anglais et finalement, passer un entretien. Cette procédure sélective reste néanmoins exceptionnelle aux Pays-Bas, ce qui soulève naturellement des controverses tant juridiques que sociales.
L’University College Utrecht a acquis au fil du temps une réputation bourgeoise et d'élite. Néanmoins, le tissu socioéconomique Néerlandais se reflète particulièrement bien dans celui des étudiants de l’UCU. D’ailleurs, un certain nombre d’étudiants Néerlandais et étrangers sollicitent un prêt d’études ou travaillent pour financer leur séjour au Collège.
C’est pourquoi, l'UCU gère un Fonds d'aide et recherche activement des sources pour le financer. En outre, l'UCU rencontre des difficultés pour obtenir des bourses pour les étudiants étrangers. Enfin, même si le Collège s’ouvre de plus en plus aux étudiants étrangers, les récentes prises de position du Gouvernement en matière de politique d’immigration compliquent les procédures d’obtention d'un permis de séjour.

## Campus

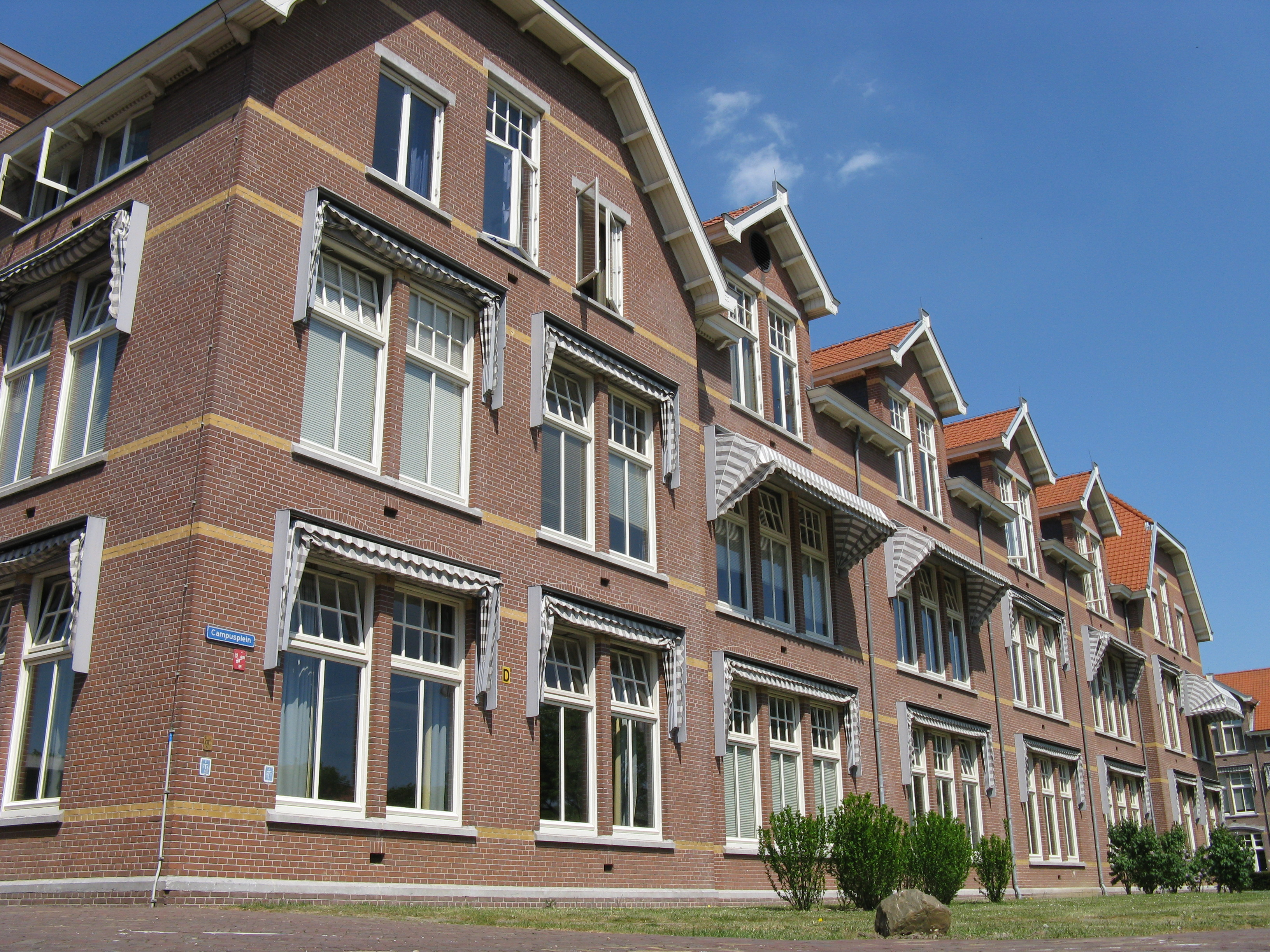
Bâtiments académiques de l'UCU

Les cours sur le campus s'organisent principalement dans quatre bâtiments académiques. Chaque bâtiment porte de manière honorifique le nom d’un scientifique et/ou d’un philosophe célèbre. 
- Le Voltaire abrite le département des Lettres qui couvre l'histoire, la philosophie, les études religieuses, la littérature, l'histoire de l'art et la linguistique.

- Le Locke accueille le département des Sciences Sociales qui couvre le droit, la psychologie, les sciences politiques, la géographie humaine, l'économie, l'anthropologie et la sociologie.

- Le Newton abrite le département des Sciences qui couvre les sciences de la vie, les mathématiques, la physique, la chimie et les sciences de la Terre. Clin d’œil à l’histoire, le Newton abrite une salle de Leibniz.

- Le Descartes abrite les enseignements dits de base (academic core) qui couvrent donc la méthodologie, les statistiques et les langues modernes. En dédiant le nom du philosophe Français à un de ses bâtiments académiques, l'Université d'Utrecht renoue avec sa propre histoire et se réconcilie avec l'un de ses plus célèbres philosophes. En effet, en mars 2005, l'Université d'Utrecht lève une ancienne interdiction qui pesait sur les enseignements de Descartes. Cette interdiction remonte à un lointain différend datant du XVIIe siècle qui opposait le philosophe au théologien calviniste Gisbertus Voetius, surnommé alors Le Pape d'Utrecht.

Enfin, avec la place Janskerkhof (centre-ville), le campus de l'UCU accueille en partie le département d'Économie de l'université (Utrecht School of Economics).